# Marko Lomić
Marko Lomić (kyrillisch: Марко Ломић; * 13. September 1983 in Čačak, SFR Jugoslawien) ist ein ehemaliger serbischer Fußballspieler.

## Spielerkarriere
Lomić begann seine Karriere in seinem Geburtsort bei FK Borac Čačak. Im Jahr 2002 wechselte der Verteidiger leihweise für ein halbes Jahr zum bulgarischen Klub Litex Lowetsch und kehrte anschließend nach Serbien-Montenegro zurück. Mit FK Železnik gewann er 2005 den serbisch-montenegrinischen Pokalwettbewerb. Zur Saison 2005/06 war ein Wechsel zum rumänischen Klub FCU Politehnica Timișoara geplant. Kurz vor der Vertragsunterschrift erhielt Lomić allerdings auch ein Angebot vom serbischen Spitzenklub FK Partizan Belgrad, das er schließlich annahm.
Mit Partizan spielte er unter anderem in der Qualifikation zur Champions League 2005/06 und im UEFA-Pokal 2006/07. Ein nationaler Titelgewinn mit Partizan blieb Lomić allerdings verwehrt. 2007 wechselte er gemeinsam mit seinem Belgrader Teamkollegen Branimir Bajić für eine nicht bekannte Ablösesumme nach Deutschland zur TuS Koblenz in die 2. Fußball-Bundesliga. Dort spielte er bis August 2009. Nachdem er in der Vorbereitung von Trainer Uwe Rapolder nicht mehr berücksichtigt worden war, wurde ihm von Seite des Vereins nahegelegt, sich nach einem neuen Arbeitgeber umzusehen. Am 31. August 2009 wurde sein Vertrag in Koblenz aufgelöst und Marko Lomic wechselte zurück zu FK Partizan Belgrad. Dort blieb er die Saison 2009/2010, bevor er im Frühjahr 2010 nach Russland zu FK Dynamo Moskau wechselte. Dort spielte er vier Jahre lang, in denen er einen Stammplatz in der Abwehr innehatte. Im Sommer 2014 wechselte er zu Mordowija Saransk, wo er im Jahr 2016 seine Laufbahn beendete.
Mit der U21-Nationalmannschaft von Serbien-Montenegro nahm Lomić 2004 und 2006 an der U21-Europameisterschaft teil. 2004 wurde die Mannschaft Vizeeuropameister, 2006 scheiterte man nach Elfmeterschießen im Halbfinale. Lomić stand auch im Aufgebot seines Landes bei den Olympischen Sommerspielen 2004 in Athen. Er kam beim enttäuschenden Vorrundenaus allerdings nicht zum Einsatz. Am 7. April 2010 gab er in einem Freundschaftsspiel gegen Japan sein Debüt in der serbischen A-Nationalmannschaft.